# Escut de Xera
L'escut de Xera és un símbol representatiu oficial de Xera, municipi del País Valencià, a la comarca de la Plana d'Utiel-Requena. Té el següent blasonament:
| « | Escut quadrilong de punta redona. En camp de gules, un palau d'or, maçonat i aclarit de sable, amb bordura componada d'or i gules. Al timbre, una corona reial oberta. | » |

## Història
L'escut s'aprovà per Resolució de 24 de febrer de 1995, del conseller d'Administració Pública, publicada en el DOGV núm. 2.464, del 7 de març de 1995.
El palau d'or en camper de gules són les armes parlants dels Montpalau, senyors de Xera. La bordura és un tret distintiu de les armes del poble, per diferenciar-les de les de la família.